# Nils Landgren
Nils Landgren nació en 1956. Es un trombonista sueco especializado en la música de jazz y el funk.
Entre 1972 y 1978 estudió trombón clásico en el colegio de música de Karlstad y en la universidad en Arvika. Tras conocer al pionero del jazz-folk sueco Bengt-Arne Wallin, así como al trombonista Eje Thelin, dio un giro a sus intereses musicales de lo estrictamente clásico hacia la improvisación, dando así comienzo al desarrollo de su estilo y mundo propio.
Tras su graduación, Nils se mudó a Estocolmo para trabajar como trombonista profesional. Pronto hizo giras con la exitosa estrella del pop sueco Björn Skifs cuyo "Blue Swede" alcanzó el número uno de ventas en U.S.
En 1981, Thad Jones invitó a Landgren a unirse a su nuevo proyecto de big band "Ball of Fire", como primer trombonista.

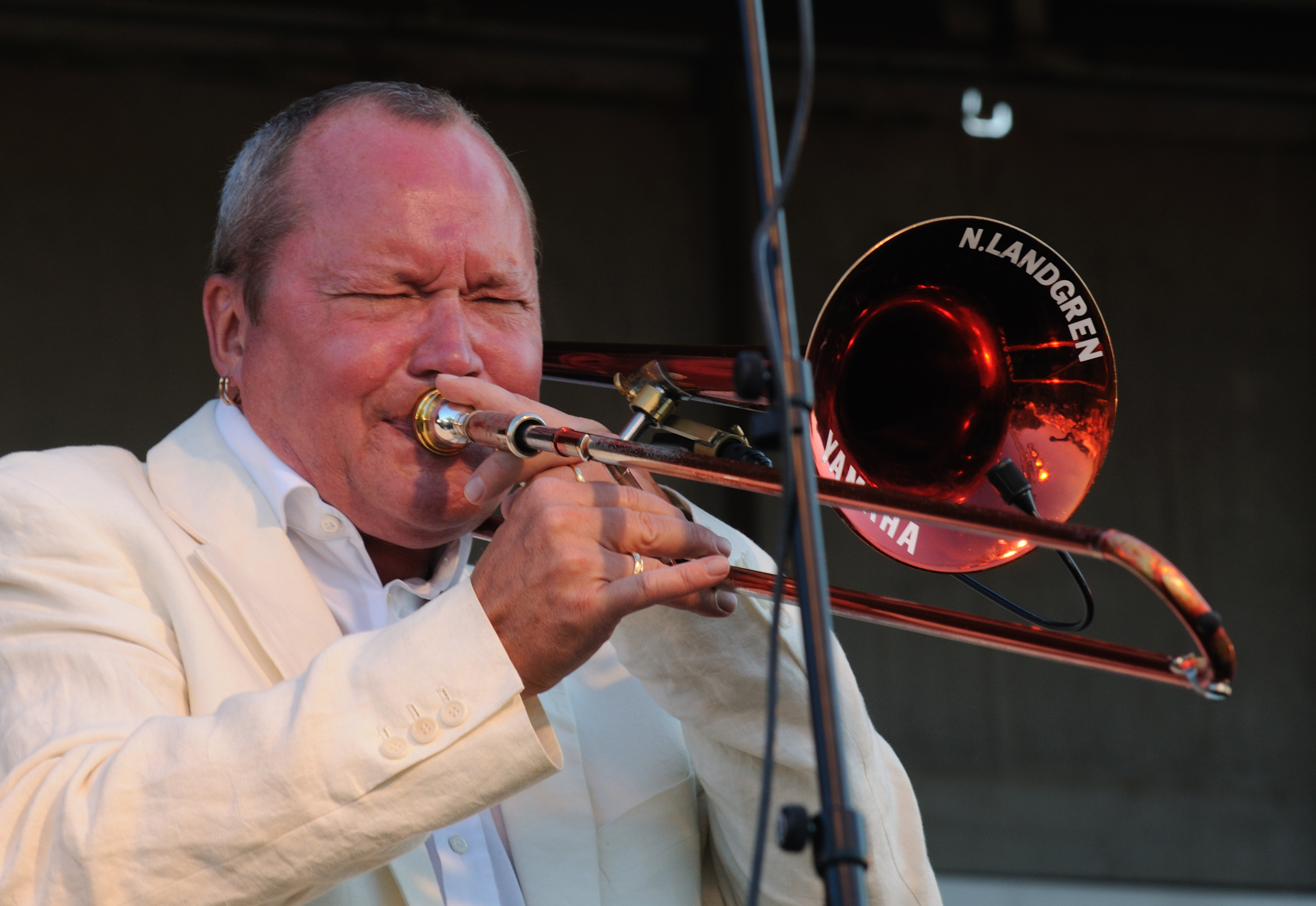
Nils Landgren

Nils Landgren siempre ha estado interesado en diversos estilos musicales, como el jazz, rock, soul, funk y hip hop; y en diversas formaciones, desde cuartetos hasta big bands. Por su propio reconocimiento como músico de sesión, ha participado al menos en 500 álbumes de artistas internacionales como ABBA, The Crusaders, Eddie Harris, Bernard "Pretty" Purdie, Wyclef Jean y Herbie Hancock.
En 1983 llegó el álbum de debut de Nils, llamado Planet Rock; al que siguieron Streetfighter en 1984, You Are My Nr 1 en 1985, Miles from Duke with Bengt-Arne Wallin en 1987, Chapter Two 1 en 1987, Chapter Two 2 y Follow Your Heart en 1989. Entre 1985 y 1987 Nils también trabajó como actor, cantante y trombonista y bailarín en más de 360 actuaciones del show sueco "play of the year", SKÅL, así como apariciones en varios filmes televisivos como actor.
El álbum "Live in Stockholm" (ACT 9223-2) fue el comienzo de la colaboración con Siefried Loch y su emergente sello ACT.

## Discografía
- Planet Rock (1983)
- Streetfighter (1984)
- You are my Nr. 1 (1985)
- Miles from Duke (1987) con Bengt-Arne Wallin.
- Chapter Two 1 (1987) con Johan Norberg.
- Chapter Two 2 (1989) con Johan Norberg.
- Untitled Sketches (1991) con Tomasz Stanko.
- Red Horn (1992)
- Ballads (1993/98)
- Live in Stockholm (1994-1995) con Funk Unit + Maceo Parker.
- Paint it Blue (1996) con Funk Unit.
- Gotland (1996)
- Live in Montreux (1998) con Funk Unit.
- Live in Stockholm (1999)
- 5000 Miles (1999) con Funk Unit.
- Layers of Light (1999-2001) con Esbjörn Svensson.
- The First Unit (2001)
- Fonk Da World (2001) con Funk Unit.
- Sentimental journey: Ballads. Vol.2 (2002)
- Funky ABBA (2004)
- Swedish Folk Modern (2004) con Esbjörn Svensson.
- Creole Love Call (2005) con Joe Sample y Ray Parker Jr.
- Salzau Music on the Water (2005) con Lars Danielsson y Christopher Dell.
- Christmas With My Friends. Vol.1 (2006) con Viktoria Tolstoy, Jeanette Köhn, Sharon Dyall, Ida Sandlund.
- License To Funk (2007)
- Christmas With My Friends. Vol.2 (2008)
- Funk for Life (2010)
- The Moon, the Stars and You (2011)
- Sentimental journey: Ballads (2012)
- Teamwork (2013) con Funk Unit